# Will Champion
William Champion (Southampton, 31 luglio 1978) è un polistrumentista britannico, noto per essere il batterista dei Coldplay.

## Biografia
Inizia a suonare da bambino, dietro gli incoraggiamenti dei suoi genitori (entrambi archeologi): si dedica allo studio del pianoforte, della chitarra, del basso e del tin whistle (il piccolo flauto di latta irlandese).

Champion imparò a suonare la batteria nel periodo in cui frequentò l'università, quando conobbe i suoi futuri membri dei Coldplay, che gli proposero di inserirsi nel gruppo come batterista:
Champion in particolare, oltre ad essere un tifoso del Southampton Football Club, è uno sportivo convinto, passione che a volte gli concede poco spazio per il suo lavoro. Lui stesso ha affermato: "È buffo, ma più ti dai da fare, meno tempo hai per suonare, la cosa che facevi al principio è un paradosso abbastanza curioso."
Conseguì la laurea in antropologia all'University College di Londra e nel 2003 si sposò con Marianne Dark, una giovane insegnante. Dal matrimonio sono nati Ava-Maey (14 aprile 2006) e i due gemelli Juno e Rex (7 maggio 2008).

## Apparizioni televisive
Champion ha un cameo nella terza stagione de Il Trono di Spade, dove interpreta un suonatore di tamburo.

## Discografia

### Con i Coldplay
- 2000 – Parachutes
- 2002 – A Rush of Blood to the Head
- 2005 – X&Y
- 2008 – Viva la vida or Death and All His Friends
- 2011 – Mylo Xyloto
- 2014 – Ghost Stories
- 2015 – A Head Full of Dreams
- 2019 – Everyday Life
- 2021 – Music of the Spheres
- 2024 – Moon Music

### Collaborazioni
- 2004 – Magne Furuholmen – All the Time (da Past Perfect Future Tense)
- 2004 – Magne Furuholmen – Kryptonite (da Past Perfect Future Tense)
- 2004 – Magne Furuholmen – Nothing Here to Hold You (da Past Perfect Future Tense)
- 2009 – Natalie Imbruglia – Lukas (da Come to Life)
- 2009 – Natalie Imbruglia – Fun (da Come to Life)
- 2014 – Brian Eno e Karl Hyde – Witness (da Someday World)